# Anna Lisiewicz-Grundland
Anna Lisiewicz-Grundland (ur. 12 maja 1934 w Poznaniu, zm. 1 lutego 2002 w Warszawie) – polska artystka malarka i fotograf artystyczny.

## Życiorys

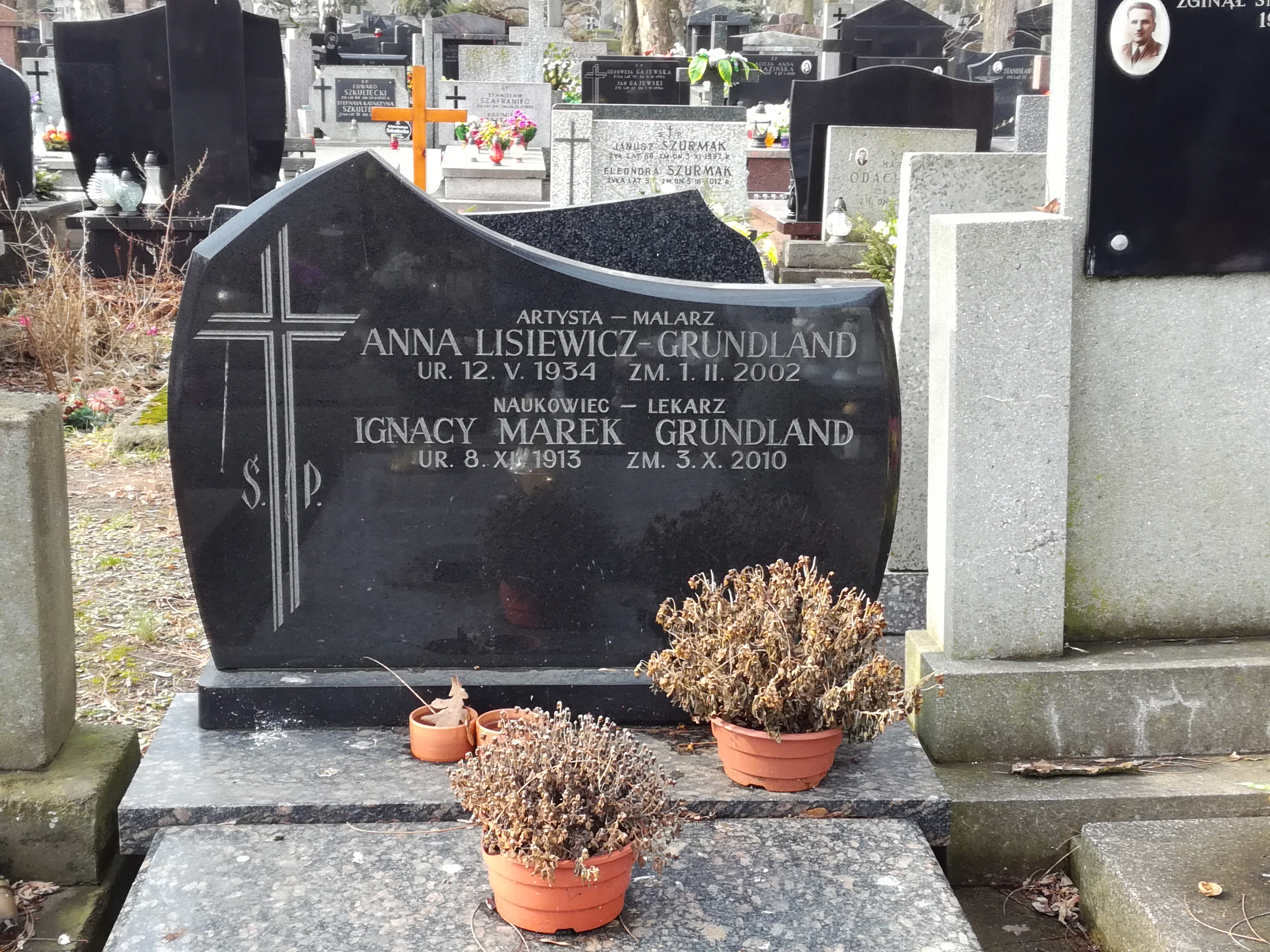
Grób Anny Lisiewicz-Grundland na cmentarzu Bródnowskim w Warszawie

Urodziła się w Poznaniu, ale od 1938 mieszkała w Warszawie. Podstaw rysunku nauczyła się na zajęciach plastycznych organizowanych w Szkole Sztuk Pięknych prof. Bolesława Kuźmińskiego, a następnie prof. Jana Skotnickiego. Studiowała na Wydziale Malarstwa warszawskiej Akademii Sztuk Pięknych pod kierunkiem prof. Artura Nacht-Samborskiego, dyplom obroniła w 1959. Pierwszy raz wystawiła swoje prace w 1962 na organizowanej przez Uniwersytet Warszawski Wystawie Debiutów, wtedy przystąpiła do Grupy Realistów. Początkowo tworzyła przede wszystkim pejzaże, ale od 1972 rozpoczęła malować też krajobraz miejski. Wiązało się to z uczestnictwem w wystawie „Artyści swojemu miastu”, w późniejszych latach do tematyki doszła tematyka marynistyczna i nadmorska. Artystka brała udział w plenerach nadmorskich, została też członkiem Klubu Marynistów. Swoje prace wystawiała w kraju i zagranicą, wiele z nich znajduje się w muzeach i instytucjach kulturalnych. Pod koniec życia zainteresowała się również fotografiką, z powodzeniem wystawiała swoje prace w warszawskich galeriach i domach kultury. Malarka aktywnie udzielała społecznie w miejscu swojego zamieszkania, wiele razy wystawiała prace w galeriach warszawskiej Pragi, była członkiem Towarzystwa Przyjaciół Pragi. Wielokrotnie jej prace były nagradzane, a ona odznaczana za wybitną twórczość, otrzymała m.in. odznakę Zasłużonego Działacza Kultury i Złotą Odznakę Honorową Za Zasługi dla Warszawy. Zmarła 1 lutego 2002, pochowana na cmentarzu Bródnowskim (kw. 13E-III-7).